# Claude Nicolas Emmery
Pour les articles homonymes, voir Emmery.
Claude Nicolas Emmery (1746-1826) est un député français. Sous le Premier Empire, il est député de la Moselle de 1808 à 1815.

## Biographie
Fils de nicolas Emmery, huissier priseur au Champé, Claude Nicolas Emmery naît le 11 août 1746 à Metz. Bonapartiste, Emmery est élu député de la Moselle en 1808. Il siège du 18 février 1808 au 20 mars 1815, pour deux mandats successifs.
Le 26 octobre 1814, Emmery est nommé chevalier de la Légion d'honneur.
Claude Nicolas Emmery meurt dans sa ville natale le 12 mai 1826.